# 卡什佩尔斯凯霍里

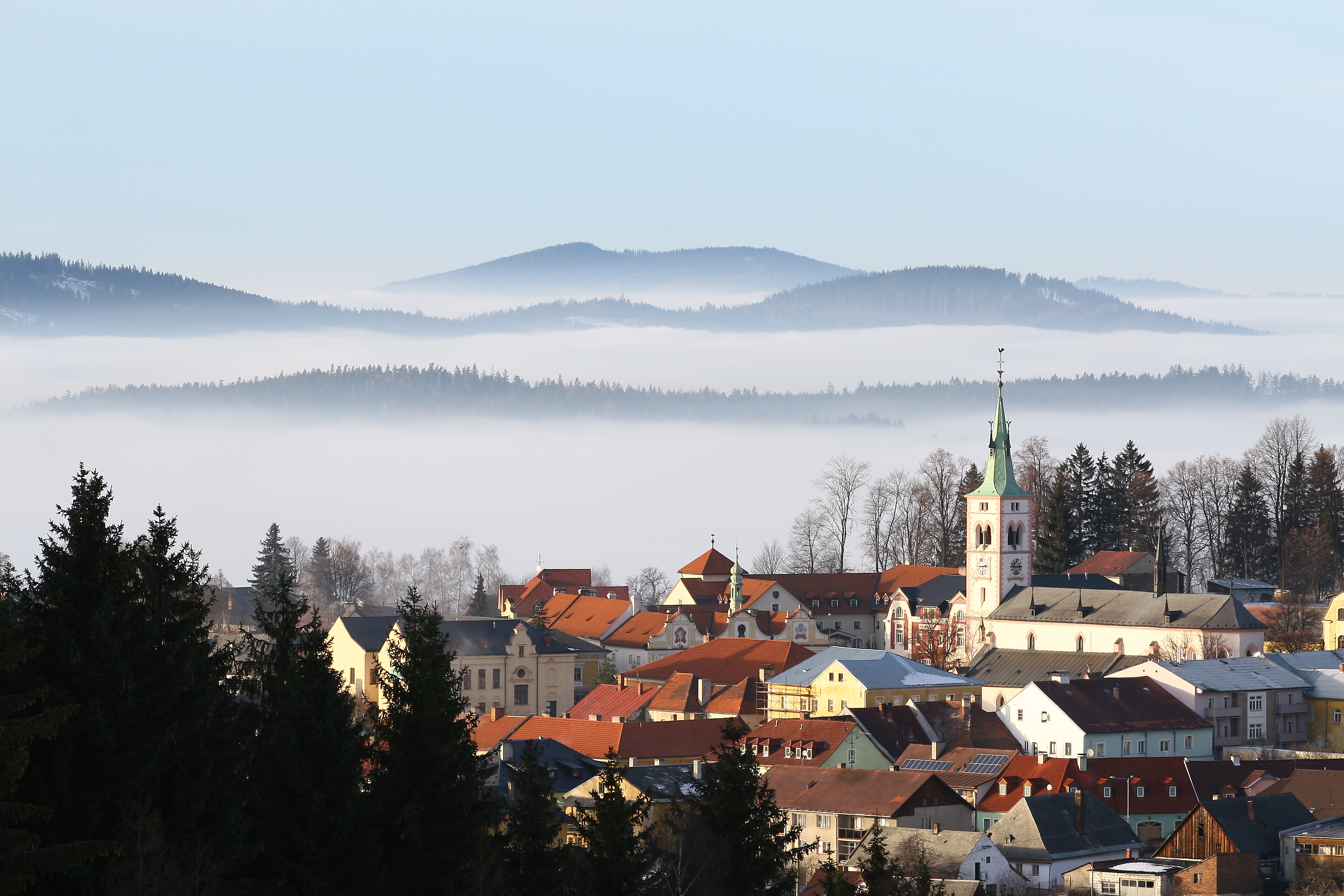
卡什佩尔斯凯霍里风景，中间的建筑为圣玛格丽特教堂

卡什佩尔斯凯霍里是捷克共和国比尔森州的一个城镇，坐落在舒马瓦（Šumava）山脉，位于州首府比尔森南面65公里。